# أوتو ريهاغل
أوتو ريهاغل (بالألمانية: Otto Rehhagel) ، من مواليد 9 أغسطس 1938 في إيسن، لاعب ومدرب كرة قدم ألماني سابق، ، يعتبر إلى جانب مواطنيه أوتمار هيتسفيلد وأودو لاتيك وفرانز بكنباور واحدا من أفضل المدربين الألمان الناجحين. وقد كان أبرز إنجازاته نجاحه في قيادة منتخب اليونان لكرة القدم لنيل لقب كأس الأمم الأوروبية سنة 2004.

## مسيرته الكروية
لعب ريهاغل مع نادي مدينته المحلي روت فايس إيسن منذ عام 1960 وحتى عام 1963، وفي عام 1963 انتقل إلى نادي هيرتا برلين، ولعب معهم حتى عام 1965، وانتقل بعدها إلى نادي كايزرسلاوترن، ولعب معهم حتى سنة 1972، وقد لعب ريهاغل 201 مباراة في الدوري الألماني.

## مسيرته التدربيبة
في عام 1974 أصبح مدرباً في نادي كيكرز أوفنباخ، ولكنه تعرض لخسارة مذلة أمام نادي بروسيا دورتموند بـ12 هدف مقابل لا شيء، وفي عام 1981 أصبح مدربا لنادي فيردر بريمن الألماني، واستمر معهم حتى عام 1995، وقد قام بتدريب عدد من اللاعبين المميزين في تلك الفترة، حيث درب رودي فولر وماريو باسلر وهاني رمزي، وقد قاد الفريق إلى الفوز في الدوري الألماني مرتين في 1988 و1993، وفازوا مرتين في كأس ألمانيا ومرة في كأس الكؤوس الأوروبية.
و في موسم 1995/1996 انتقل ريهاغل إلى تدريب نادي بايرن ميونخ، وبعد بداية سيئة جدا (الحصول على المركز السادس في الدوري الألماني) قام ريهاغل بشراء يورغن كلينسمان، ولكنه لم ينجح مع الفريق، وتم تعيين فرانز بكنباور بديلا عنه، وفي سنة 1996 أصبح مدربا لنادي كايزرسلاوترن، وقد ساعدهم على التأهل من دوري الدرجة الثانية الألماني إلى دوري الدرجة الممتازة، وفي سنة 2000 ترك الفريق ليتوجه إلى تدريب منتخب اليونان لكرة القدم في سنة 2001.
و قد قادهم في أولى مهامه إلى التأهل إلى كأس الأمم الأوروبية لكرة القدم 2004 على حساب منتخبي إسبانيا وأوكرانيا، وفي البطولة تمكنوا في الفوز على منتخبات البرتغال وفرنسا والجمهورية التشيكية، وفي النهائي التقوا مع البرتغال واستطاعوا التغلب عليهم مرة أخرى، ليفوزا في كأس الأمم الأوروبية للمرة الأولى في تاريخهم.

## روابط خارجية
- أوتو ريهاغل على موقع قاعدة بيانات كرة القدم.إي يو (الإنجليزية)
- أوتو ريهاغل على موقع بيانات كرة القدم. دي إي (الألمانية)
- أوتو ريهاغل على موقع ناشيونال فوتبول تيمز (الإنجليزية)
- أوتو ريهاغل على موقع Soccerway.com (الإنجليزية)
- أوتو ريهاغل على موقع عالم كرة القدم.نت (الإنجليزية)